# Швецький Бенціон Йосипович

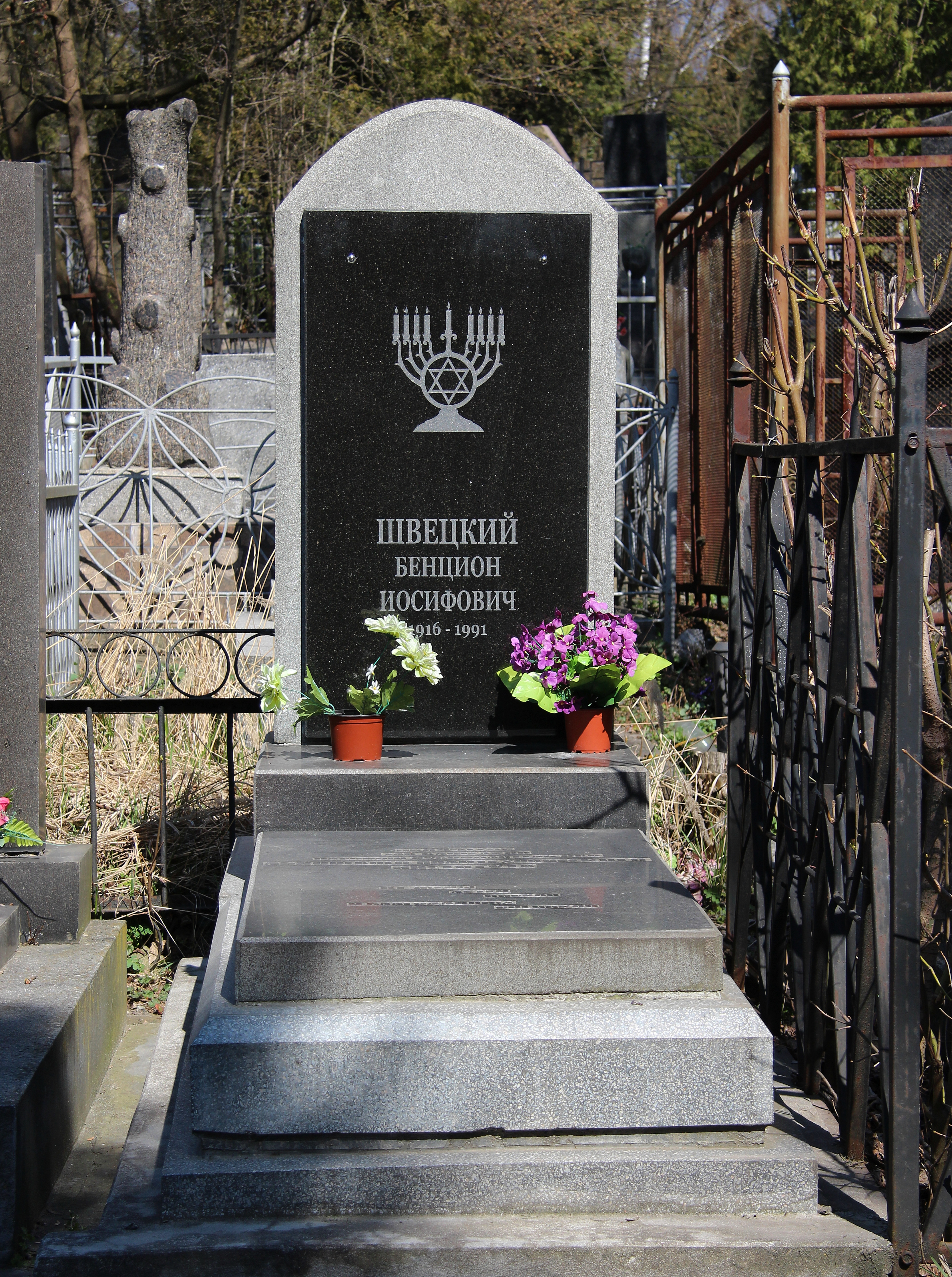

Бенціон Йосипович Швецький (15 листопада 1916, Олевськ, Житомирська область — 3 лютого 1991) — почесний професор Національного університету «Львівська політехніка», доктор наук, завідувач кафедри електронно-обчиснювальної техніки інституту НУ «Львівська політехніка».

## Біографія
Б. Й. Швецький народився 15 листопада 1916 р. у м. Олевськ Житомирської області.
В 1945 р. закінчив радіотехнічний факультет Київського політехнічного інституту.
З 1945 р. він працював у Львівському політехнічному інституті (ЛПІ) починаючи з посади старшого інженера і завершуючи завідуванням створеної ним кафедри «Електронні обчислювальні машини».
1945 р. він очолив невелику експериментальну лабораторію в ЛПІ.
1957—1986 рр. — науковий керівник лабораторії і ЛПІ.
1951 р. — захистив кандидатську дисертацію з теорії вимірювальних мостів змінного струму.
1958—1963 рр. — завідував кафедрою «Автоматика і телемеханіка».
1963—1984 рр. — очолював кафедру «Електронні обчислювальні машини»
Помер 3 лютого 1991 р. Похований на Янівському цвинтарі.

## Професійна діяльність
Діяльність Б. Й. Швецького неподільно пов'язана з Львівським політехнічним інститутом (ЛПІ), в стінах якого він працював з 1945 р., починаючи з посади старшого інженера і завершуючи завідуванням створеної ним кафедри «Електронні обчислювальні машини».
У 1945 році він очолив невелику експериментальну лабораторію в ЛПІ, яка, завдяки його організаційним здібностям та дару наукового передбачення, виросла до рівня особливого конструкторського бюро (згодом науково-дослідного та проектно-конструкторського інституту) електронної вимірювальної та обчислювальної техніки, науковим керівником якого він був з 1957 до 1986 року.
Одним з перших у вітчизняній науці Б. И. Швецький розгорнув широку програму робіт по дослідженню та проектуванню електронних цифрових вимірювальних приладів. Під його керівництвом розроблені та впроваджені в серійне виробництво цифрові вольтметри, частотоміри, вимірювачі параметрів енергетичних мереж. Цей напрямок був покладений в основу докторської дисертації, яку він захистив у 1964 р.
З 1958 по 1963 рр. Б. И. Швецький завідував кафедрою «Автоматика і телемеханіка», а з 1963 по 1984 рр. очолював кафедру «Електронні обчислювальні машини» — першу кафедру комп'ютерного спрямування в Західному регіоні України.
Під його керівництвом на кафедрі сформувався високопрофесійний колектив, який успішно поєднує підготовку висококваліфікованих спеціалістів з науково-дослідною роботою. За 40 років існування на кафедрі підготовано близько 4000 спеціалістів з 57 країн світу.
Наукова школа професора Б. И. Швецького відома далеко за межами України. Під його керівництвом захищено 28 кандидатських та кілька докторських дисертацій.

## Наукові проекти
Наукова спадщина Б. И. Швецького складає понад 200 наукових праць, серед яких відомі монографії «Электронные цифровые приборы», «Электронные измерительные приборы с цифровым отсчетом», на яких виховано не одне покоління інженерів.

## Нагороди та відзнаки
У 1970 році Б. Й. Швецький був відзначений Державною премією УРСР в галузі науки і техніки, мав державні нагороди.